# Ambra grigia

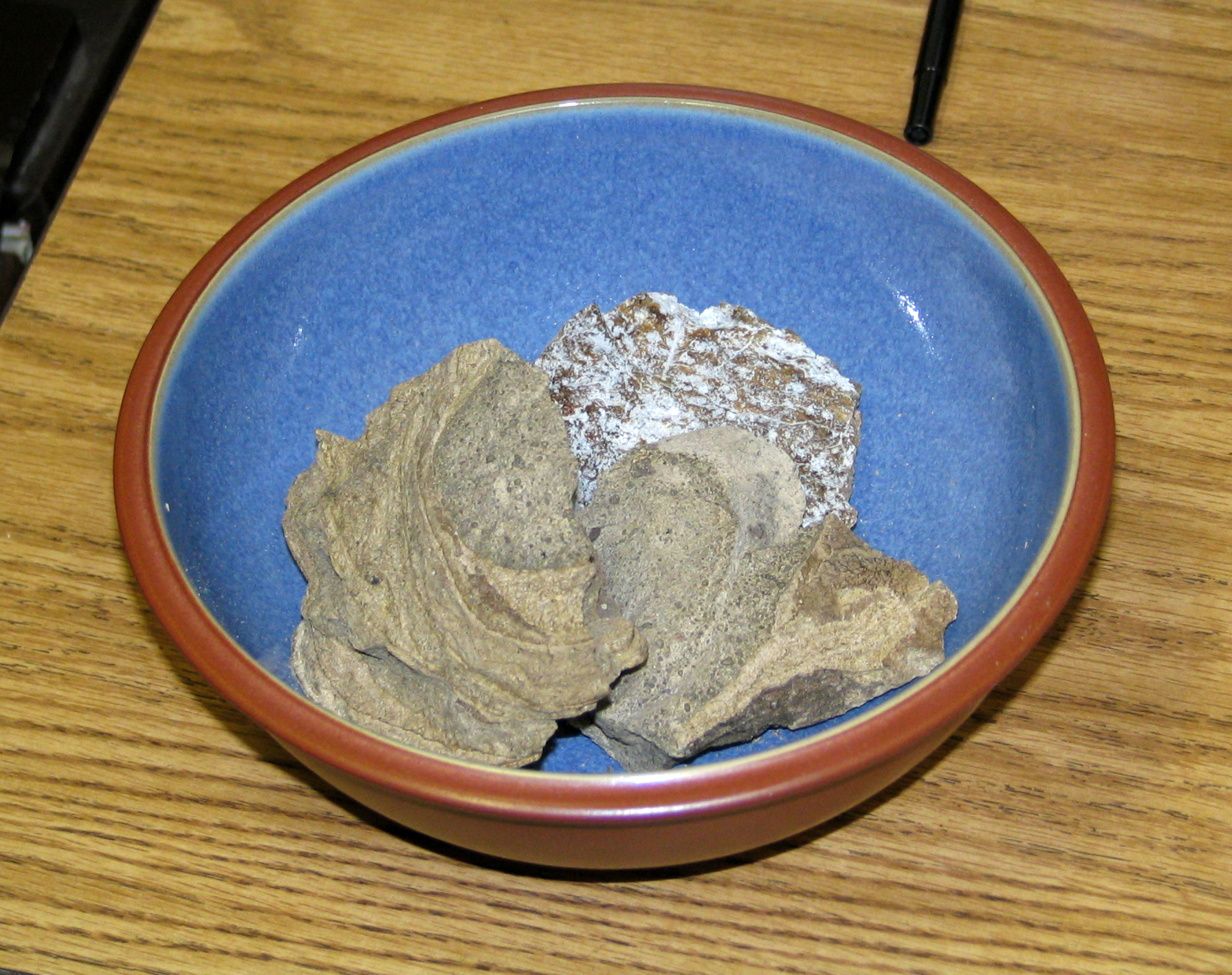
Ambra grigia

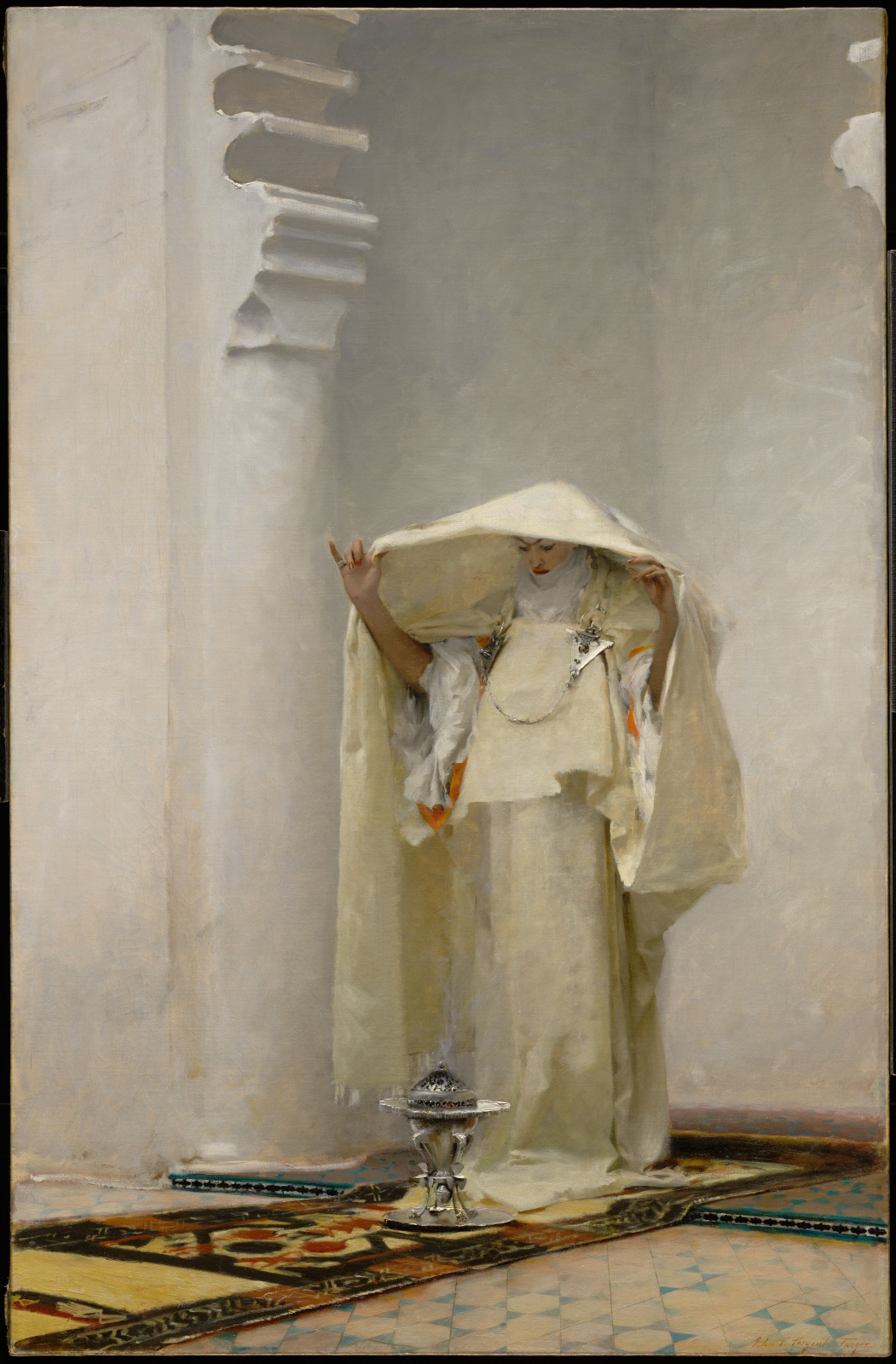
Fumigazione di ambra grigia (John Singer Sargent, "Fumée d'Ambre Gris", 1880)

L'ambra grigia è una sostanza fortemente odorosa prodotta dall'intestino dei capodogli ed è utilizzata per la realizzazione di profumi.

## Origine
La sostanza viene prodotta naturalmente come secrezione biliare per difendere le mucose intestinali del capodoglio dai resti indigesti dei molluschi cefalopodi, di cui i capodogli si nutrono. Si indurisce intorno ai residui della digestione e li ingloba. Il principale costituente chimico dell'ambra grigia è l'ambreina, e l'attrazione che il suo odore esercita è dovuta al grande contenuto di feromone analogamente ad altre sostanze aromatiche di origine animale, come il castoreum.
Normalmente il capodoglio espelle l'ambra grigia con le feci. Gli accumuli troppo grandi per uscire attraverso il tratto fecale vengono occasionalmente rigurgitati. In entrambi i casi si formano blocchi di masse solide che, una volta espulsi, galleggiano e, spinti dalle correnti, possono raggiungere le coste dove vengono ritrovati; tipicamente questo accade nell'Oceano Indiano (in India o in Africa orientale).
Lasciata seccare al sole, l'ambra grigia si ammorbidisce ed acquista un ottimo profumo e la proprietà di fissare gli odori.

## Storia
In passato era bruciata come incenso, perché sprigionava un odore gradevole ed ebbe fama di potente afrodisiaco. Viene citata tra i prodotti della caccia alle balene anche nel Moby Dick di Herman Melville e nel "Il Milione" di Marco Polo. Nel periodo coloniale costituiva un ragguardevole cespite nell'economia della Somalia italiana e di altre regioni del corno d'Africa.

## Usi
È storicamente un ingrediente di base dell'industria profumiera. Usato anche nella medicina tradizionale, nell'alimentazione umana e nella liquoreria.
Attualmente viene impiegata nella preparazione di profumi, ma la sua rarità la rende poco diffusa ed estremamente costosa. A causa della riduzione del numero dei capodogli per la pesca indiscriminata praticata in passato, le industrie profumiere hanno realizzato dei sostituti chimici, ad esempio l'ambroxan (3a,6,6,9a-Tetramethyldodecahydronaphtho-[2,1-b]furan), sintetizzato negli anni '50.

## Rinvenimenti fossili
Ambra grigia fossile è stata rinvenuta per la prima volta dentro argille pleistoceniche in Umbria. È stata riconosciuta tale a seguito di analisi geochimiche, che hanno rivelato la presenza in mineralizzati di becchi di calamari, di molecole organiche compatibili. In un'area di 1.200 m2 sono stati trovati 25 di questi icnofossili, caratterizzati da ragguardevoli dimensioni: sono strutture ricche in carbonato di calcio, di 30–60 cm di altezza e 60–120 cm di larghezza, di forma elicoidale concentrica.